# Pierre Billotte
Pour les articles homonymes, voir Billotte.
Pierre Billotte est un général et un homme politique français né le 8 mars 1906 à Paris et mort le 29 juin 1992 à Boulogne-Billancourt.

## Biographie

### Un soldat à la carrière fulgurante
Il est le fils du général d'armée Gaston Billotte, mort dans un accident de la route au front en mai 1940. Sorti de Saint-Cyr (promotion du sous-lieutenant Pol Lapeyre) et de l’École supérieure de guerre, il participe aux combats de la bataille de France en tant que capitaine, chef d'équipage d'un char B1 du 41e bataillon de chars de combat. Il combat lors de la bataille de Stonne, détruisant treize chars le 16 mai 1940. Pierre Billotte figure dans le classement russe des as des chars de la Seconde Guerre mondiale. Il est fait prisonnier à Vadenay le 12 juin 1940, grièvement blessé.

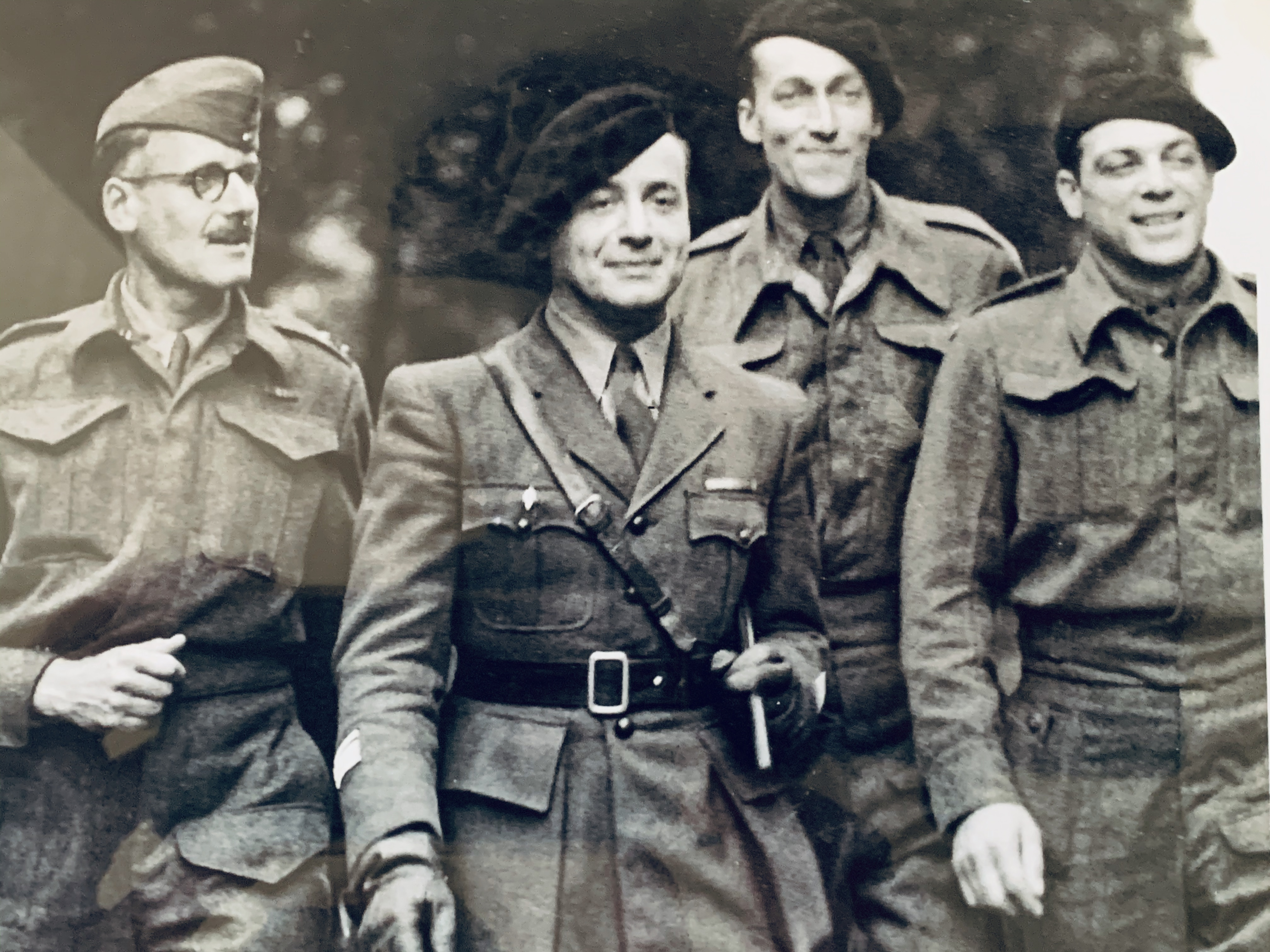
Arrivée à Londres début septembre 1941 des évadés français par la Russie, « Les Russes ». De gauche à droite sur la photo : Jean Richemond, futur membre du Commissariat national à l'intérieur ; Pierre Billotte ; François Thierry-Mieg, futur chef de la section contre-espionnage du BCRA ; Henri Clastère, bientôt parachuté en France pour une mission de sabotage.

Évadé de l'Oflag II-D en Poméranie, le 1er février 1941, il gagne l’URSS où il est interné jusqu’au moment de l’attaque allemande à l'été 1941. Il devient alors représentant de la France libre à Moscou. Avec d’autres Français, il est échangé contre des réfugiés russes de Londres et s’embarque à Arkhangelsk dans un bateau pour le Royaume-Uni.
Il est alors fait chef d’état-major du général de Gaulle et secrétaire du Comité de défense nationale à Londres. De Gaulle impose à Leclerc son affectation dans sa division et, alors colonel, il débarque en Normandie à la tête d'un des trois groupements tactiques de la division Leclerc. Le 25 août 1944, à 10 h 30, il envoie un ultimatum dactylographié à Dietrich von Choltitz demandant sa reddition, et précisant : « Au cas où vous jugeriez bon de poursuivre une lutte qu’aucune considération d’ordre militaire ne saurait justifier, je suis décidé à la poursuivre jusqu’à l’extermination totale. Dans le cas contraire, vous serez traité conformément aux lois de la guerre ». Cette lettre eut une influence décisive sur sa décision de ne pas détruire Paris. Puis il fait la jonction, à la préfecture de police, avec la Résistance intérieure parisienne lors de la libération de Paris. En septembre 1944, il est promu au grade de général de brigade. En désaccord avec Leclerc, il quitte la 2e DB. Il forme avec les FFI parisiens la 10e division d'infanterie qu'il commande en tant que général.
Pierre Billotte est promu général de division en mars 1946. Il est nommé représentant de la France au comité d’état-major de l’ONU en 1946. Il démissionne de cette fonction et de l’armée quatre années plus tard pour protester contre la politique trop atlantiste du gouvernement.

### Député RPF et ministre ARS

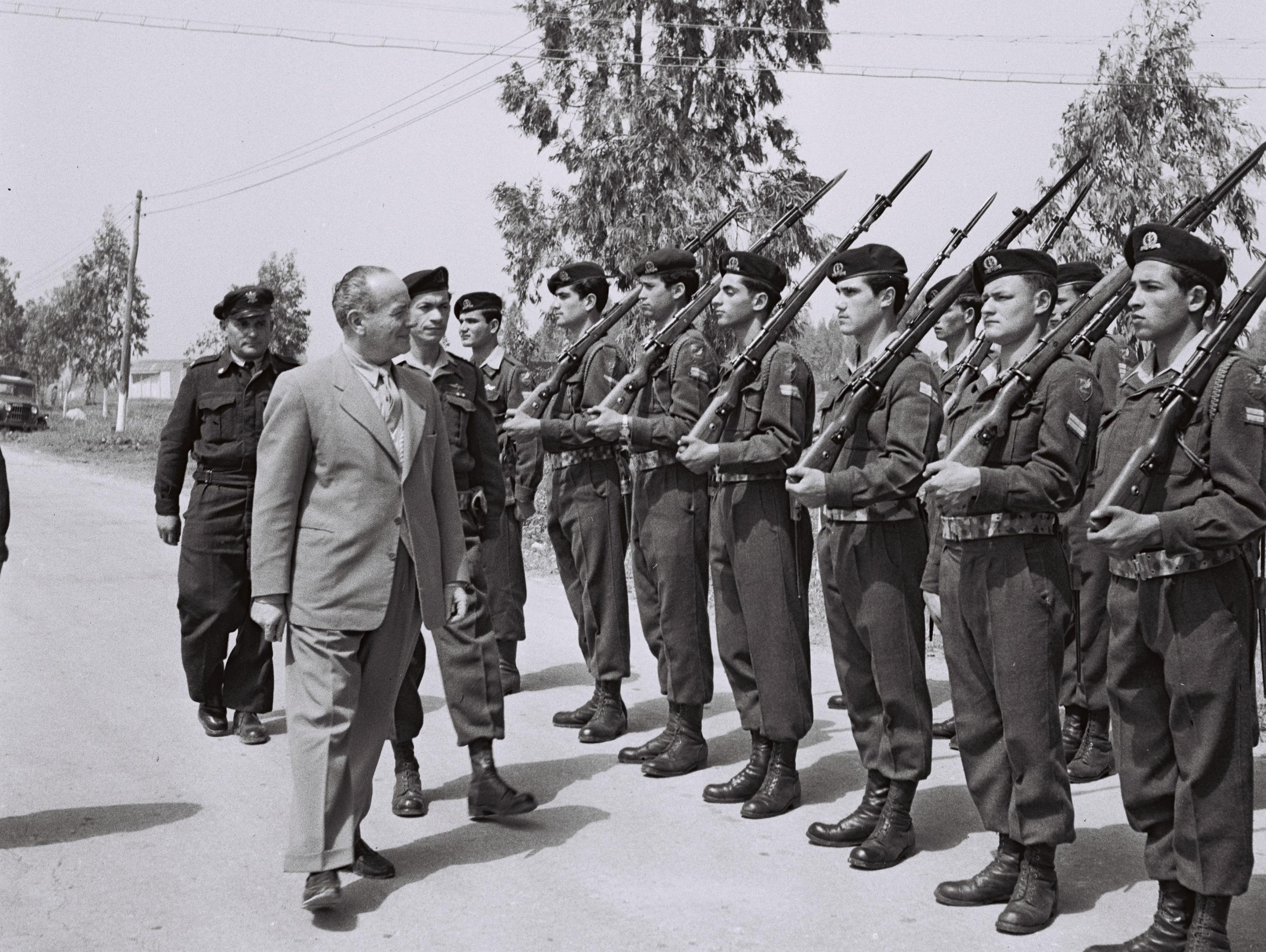
Le général Pierre Billotte inspecte la garde d'honneur lors d'une visite en Israël, en mars 1957.

Il est élu député RPF de la Côte-d'Or en 1951 et est battu en 1956. Il vote la confiance à Antoine Pinay en 1952 et est l’un des 27 dissidents de l’ARS. Il est ministre de la Défense nationale dans le gouvernement Edgar Faure du 6 octobre 1955 au 1er février 1956.
À l’Assemblée nationale, spécialisé dans les questions militaires, il est rapporteur de la commission de la Défense sur les accords de Londres et de Paris qui remplacent la CED qu’il avait combattue.
Président de l'association France-Occident, réfléchissant à la situation de l'Algérie française, il estime que « le statu quo comme l'abandon sont impensables » et propose un projet de réforme de l'Algérie en 1957. La même année, il écrit un article paru dans Le Monde contre la torture en Algérie. « On n'obéit pas à des ordres contraires aux lois de la guerre... La torture, sous quelque forme que ce soit, est condamnable ».
Il prend en 1955 la succession de Firmin Roz à la tête du comité français du Mouvement pour l'union atlantique, une association transnationale atlantiste qui préconise un renforcement de l'OTAN et une union avec les États-Unis.

### Gaulliste de gauche sous laVeRépublique
Pierre Billotte est l’un des gaullistes de gauche qui participent à la fondation de l’Union démocratique du travail (UDT). Nommé haut-commissaire en Algérie, il est finalement remplacé par Christian Fouchet en 1962.
En novembre 1962, il est élu député (UNR-UDT) de la 48e circonscription de la Seine, puis en 1967 de la 5e circonscription du Val-de-Marne. Il conserve son mandat jusqu’en 1978 sous les diverses étiquettes gaullistes (UD-Ve République, UDR, RPR). Il est ministre d'État chargé des départements et territoires d’Outre-Mer dans les troisième et quatrième gouvernements de Georges Pompidou du 8 janvier 1966 au 31 mai 1968 et favorise l'autonomie interne de ces entités.
Il devient l'un des deux présidents avec l'Américain Clarence Streit du bureau du Mouvement international pour l'union atlantique, lancé en 1957 et constitué officiellement en juillet 1958, jusqu'à sa nomination comme ministre en 1966. Ce mouvement fédère les comités nationaux du mouvement pour l'union atlantique, désireux de rapprocher les Etats-Unis de l'Europe occidentale. Il cosigne en 1962 un appel international à l'union atlantique, et préconise encore en 1965 un appel à une « union fédérale atlantique ».
Le général Pierre Billotte assiste à l'essai nucléaire Bételgeuse du 11 septembre 1966 en tant que ministre de l'Outre-mer, en étant dans la même cabine que le général de Gaulle lors de l'expérimentation nucléaire.
Il est maire de Créteil de 1965 à 1977.
Il fonde un « Mouvement pour le socialisme par la participation » en 1971. Il soutient Jacques Chaban-Delmas avant l’élection présidentielle de 1974.

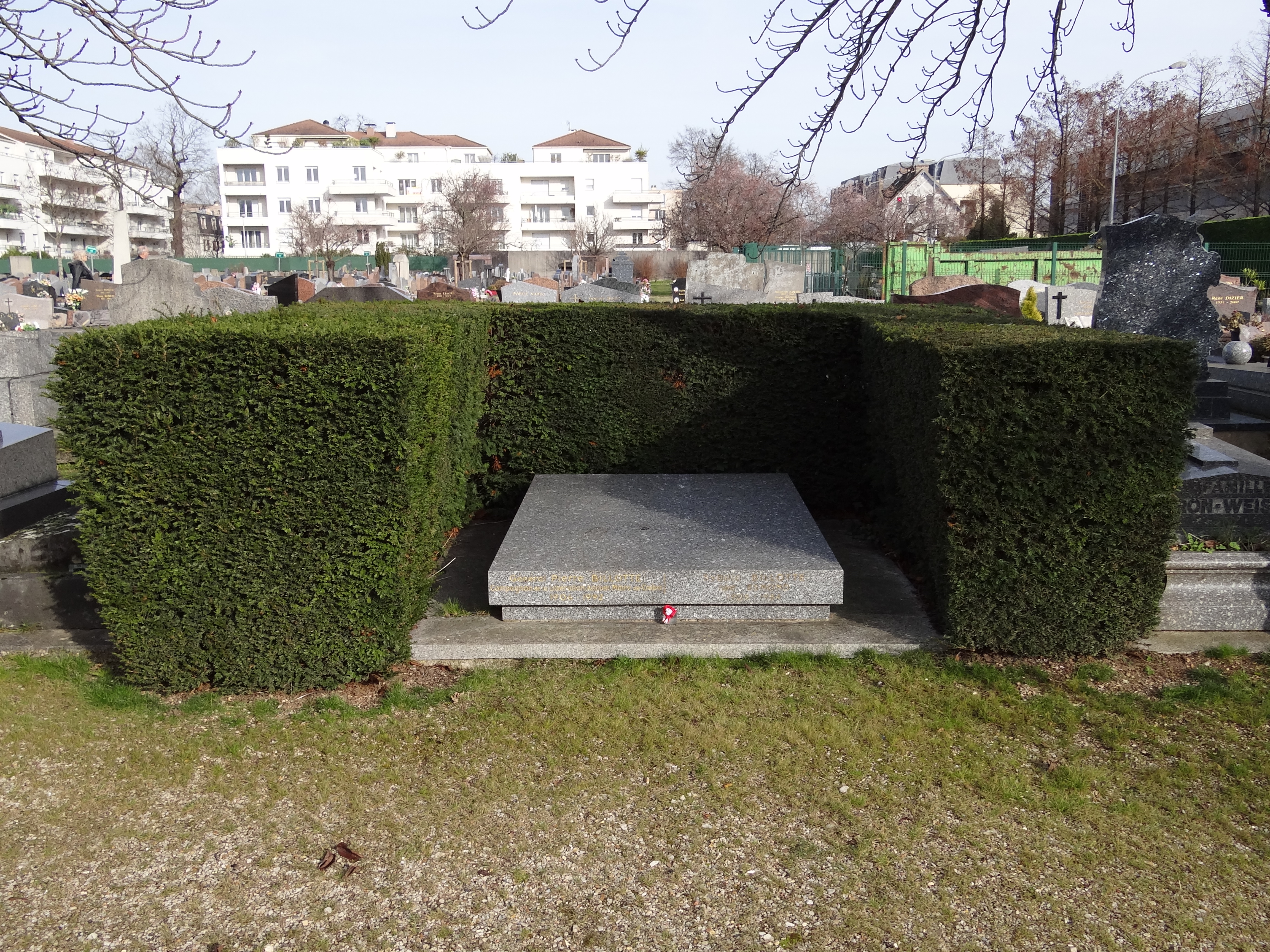
La tombe de Pierre Billotte au cimetière de Créteil (Val-de-Marne).

Il laisse le souvenir d’un homme courageux et audacieux, au tempérament impétueux, faisant preuve d’un gaullisme ombrageux. Il est inhumé au cimetière de Créteil aux côtés de son épouse Sybil Esmond morte en 1984.

## Décorations

### Rubans
|  |  |  |  |
|  |  |  |  |
|  |  |  |  |
|  |  |  |  |

### Intitulés
| Légion d'honneur                                                     | Légion d'honneur                                                     | Légion d'honneur                                                     | Ordre de la Libération     | Ordre de la Libération     | Ordre de la Libération     | Croix de guerre 1939-1945      | Croix de guerre 1939-1945      | Croix de guerre 1939-1945      |
| Médaille des évadés                                                  | Médaille des évadés                                                  | Médaille des évadés                                                  | Médaille de l'Aéronautique | Médaille de l'Aéronautique | Médaille de l'Aéronautique | Insigne des blessés militaires | Insigne des blessés militaires | Insigne des blessés militaires |
| Médaille commémorative des services volontaires dans la France libre | Médaille commémorative des services volontaires dans la France libre | Médaille commémorative des services volontaires dans la France libre | Ordre du Dragon d'Annam    | Ordre du Dragon d'Annam    | Ordre du Dragon d'Annam    | Legion of Merit                | Legion of Merit                | Legion of Merit                |
| Croix de guerre belge 1940-1945                                      | Croix de guerre belge 1940-1945                                      | Croix de guerre belge 1940-1945                                      | Ordre du Ouissam alaouite  | Ordre du Ouissam alaouite  | Ordre du Ouissam alaouite  | Nichan Iftikhar                | Nichan Iftikhar                | Nichan Iftikhar                |

## Liste complète
- Grand officier de la Légion d'honneur
- Compagnon de la Libération  - décret du 8 novembre 1944
- Croix de guerre 1939-1945 (5 citations)
- Médaille des évadés
- Médaille de l'Aéronautique
- Insigne des blessés militaires
- Médaille commémorative des services volontaires dans la France libre
- Chevalier du Dragon d'Annam (ordre colonial)
- Officier de la Legion of Merit (États-Unis)
- Croix de guerre 1940-1945 (Belgique)
- Commandeur du Ouissam alaouite (Maroc)
- Commandeur du Nichan Iftikhar (Tunisie)
- Médaille d'or de l'Éducation physique

## Publications
- La Fatalité de la Défaite allemande, Londres 1941
- Le Temps du Choix, Robert Laffont, 1950
- L'Europe est née, Fayard, 1955
- Considérations stratégiques, Larousse 1957
- Du Pain sur la planche, Plon 1965
- Les Chemins de l'Aventure, 1972
- Le Temps des Armes, Plon 1972
- Trente ans d'humour avec de Gaulle, 1979
- Le Passé au futur, Stock 1979

### Sources
- Pierre-Viansson-Ponté, Les Gaullistes, Paris, Le Seuil, 1963, p. 66-69.
- André Passeron, « La mort de Pierre Billotte: Au Service du gaullisme », Le Monde,‎ 3 juillet 1992.
- Jean Bécarud et Jean Simon (dir.), Dictionnaire des parlementaires français : notices biographiques sur les parlementaires français de 1940 à 1958, t. 2 : « B », Paris, La Documentation française, 1992, p. 386-388.
- Biographie de Pierre Billotte sur le site de l'Ordre de la Libération.
- Daniel Hochedez et Catherine Hochedez-Schuster, « Une journée à Stonne, en Argonne ardennaise, sur les traces des « lions » de mai-juin 1940 », Horizons d’Argonne, Centre d’études argonnais, no 94,‎ juin 2017, p. 69-82 (lire en ligne), sur la participation de Pierre Billotte aux combats de mai 1940.